# Feutap
Feutap est à l'origine un village de la commune de Bangangté, dans le département du Ndé, à l'ouest du Cameroun et en "pays Bamiléké". 
Aujourd'hui, comme le quartier de la chefferie, il est considéré comme un des quartiers historiques de la ville de Bangangté.

## Histoire

### Après l'arrivée des blancs
Feutap devient, sur les terres Bangangté, le lieu d'implantation de l'église protestante du Cameroun. 

## Personnalités liées à Feutap
- Claude Njiké-Bergeret, enseignante française, écrivaine, reine des Bangangté a fréquenté l'école primaire de Feutap où ses parents étaient missionnaires.